# Look into the Future
| Recensione                        | Giudizio        |
| --------------------------------- | --------------- |
| AllMusic                          | [ 1 ]           |
| The New Rolling Stone Album Guide | [ 2 ]           |
| Sputnikmusic                      | 4.0 (Excellent) |
| Dizionario del Pop-Rock           | [ 4 ]           |

Look into the Future è il secondo album dei Journey, pubblicato dalla Columbia Records nel 1976. La band abbandona in una certa misura il progressive rock dell'esordio discografico per passare ad un approccio più commerciale. Nonostante ciò Look into the Future conserva alcuni approcci sperimentali del primo album.
Il chitarrista George Tickner abbandona il gruppo alla vigilia della registrazione lasciando il gruppo con 4 componenti.
L'album raggiunse la centesima posizione nella classifica statunitense Billboard 200.

## Tracce
Lato A
1. On a Saturday Night – 3:58 (Gregg Rolie)
2. It's All Too Much – 4:03 (George Harrison)
3. Anyway – 4:10 (Gregg Rolie)
4. She Makes Me (Feel Alright) – 3:11 (Gregg Rolie, Alex Cash, Neal Schon)
5. You're on Your Own – 5:53 (Greg Rolie, Neal Schon, George Tickner)

Lato B
1. Look into the Future – 8:10 (Gregg Rolie, Diane Valory, Neal Schon)
2. Midnight Dreamer – 5:15 (Gregg Rolie, Neal Schon)
3. I'm Gonna Leave You – 6:58 (Gregg Rolie, Neal Schon, George Tickner)

## Formazione
- Gregg Rolie - voce solista, tastiera
- Neal Schon - chitarre, accompagnamento vocale, coro
- Ross Valory - basso, accompagnamento vocale, coro
- Aynsley Dunbar - batteria, percussioni

Note aggiuntive
- Journey - produttori (per la Spreadeagle Productions, a Division of Herbert & Bramy, Inc.)
- Glen Kolotkin - produttore associato
- Registrato al CBS Studios di San Francisco, California da Mark Friedman
- Glen Kolotkin - engineered
- Masterizzato da George Horn al CBS Studios di San Francisco, California
- Herbert & Bramy, Inc. - management
- Patrick (Bubba) Morrow e Tom Brown - road crew[7]